# Zono Incorporated
Zono Incorporated är ett företag som utvecklar datorspel. Företaget är beläget i Costa Mesa, Kalifornien och grundades år 1991.

## Ludografi
- Aliens versus Predator: Extinction (2003), (Playstation 2, Xbox)
- Metal Fatigue (2000), (PC)